# Харе Кришна
Међународно друштво за свесност Кришне (енгл. International Society for Krishna Consciousness, скраћено ISKCON), познато и као покрет Харе Кришна, једна је од неколико струја унутар ведске традиције познате као ваишнавизам ("обожавање Вишнуа") тачније Гаудија Ваишнавизам. Друштво је основао хиндус Свами Прабхупада 1966. године у Њујорку. Њихово учење се заснива на списима Багавата-пурани и Багавад-гити, изворно старим преко 3000 година.. По теологији Ваишнавизма, Кришна је свевишња божанска особа (вишњи Бог) и извор других божанских аватара, као што су Шри Рама, Шри Парашурама, Шри Нарасимха. Овај покрет спада у део ваишнавизма који верује да Кришна није аватар, него је извор свих аватара. Нема теолошке разлике у обожавању пленарних Вишнуових аватара, разлика је више у приступу и духовном искуству. Традиција најчешће наводи десет главних аватара, поменутих у Гаруда пурани.
ISKCON је „највећа и, вероватно, најважнија грана“ традиције Гаудија вишнава, која има присталице у Индији од раног 16. века и америчке и европске поклонике од раних 1900-их. ISKCON је формиран да шири праксу Бакти јоге, праксе љубави према Богу у којој они који су укључени (бакте) посвећују своје мисли и дела удовољавању Кришни, кога сматрају Свевишњим Господом. Најбржа експанзија у чланству била је унутар Индије и (након распада Совјетског Савеза) у Русији и другим бившим совјетским државама источне Европе.

## Историја и настанак
Оснивач овог покрета је Свами Прабхупада, рођен као Абхај Чаран Де (1896—1977), који је 1966. године из Индије дошао у Америку. Студирао је енглески, философију и економију. Као 70-огодишњак стигао је у Америку где је основао Међународно друштво за свесност Кришне са циљем да прошири праксу бакти јоге на Западу.
У Њујорку је почео да се дружи са хипицима и да им проповеда ваишнавизам. Говорио им је да треба да се одрекну свог дотадашњег начина живота, односно да се одрекну бесциљног лутања, дрогирања и разврата. Учио их је да треба да развијају свест о Кришни. Прабхупада је говорио да се то постиже једноставним и непрестаним певањем маха (велике) мантре:
Харе Кришна Харе Кришна
Кришна Кришна Харе Харе
Харе Рама Харе Рама
Рама Рама Харе Харе

## Веровање
Верници ове религије су вегетаријанци, верују у бесмртност душе, карму (делање) и реинкарнацију. Иницијацијом добијају духовна имена на санскриту, а они који се замонаше носе одећу боје шафрана и брију главе попут индијских светих људи и носе перчине (сикха). Храмови су им најчешће модернизоване верзије индијских.
Бракови су углавном унутар заједнице, јер је најскладније ако оба супружника имају иста веровања.

## Харе Кришна у Србији
Седиште Харе Кришна покрета у Београду је простор који се зове Центар Веда у улици Војводе Саватија. У њему не живи нико од припадника покрета, већ је место окупљања. Ту се одржавају духовни празници, предавања и певања духовних песама. Током деведесетих година прошлога века, у Београду је постојао „храм“ (преуређена кућа) на Карабурми. Данас су представници и следбеници Харе Кришна покрета у Србији углавном организовани као конгрегација, окупљају се у појединим градовима Србије да прославе верске празнике као и приликом гостовања духовних учитеља који повремено долазе и држе семинаре.